# Le Cannet-des-Maures
Le Cannet-des-Maures is een gemeente in het Franse departement Var (regio Provence-Alpes-Côte d'Azur) en telt 3478 inwoners (1999). De plaats maakt deel uit van het arrondissement Draguignan.

## Geografie
De oppervlakte van Le Cannet-des-Maures bedraagt 74,4 km², de bevolkingsdichtheid is 46,7 inwoners per km².
De plaats grenst aan het natuurgebied de Plaine des Maures.

## Verkeer en vervoer
In de gemeente ligt spoorwegstation Le Luc et Le Cannet.
De onderstaande kaart toont de ligging van Le Cannet-des-Maures met de belangrijkste infrastructuur en aangrenzende gemeenten.

## Demografie
Onderstaande figuur toont het verloop van het inwonertal (bron: INSEE-tellingen).